# Acyon
Acyon is het geslacht van uitgestorven buideldierachtigen uit de familie Hathliacynidae van de Sparassodonta. Het waren  omnivoren die tijdens het Mioceen in Zuid-Amerika leefde. 

## Soorten
Acyon leefde van ongeveer 21 tot 12 miljoen jaar geleden. Het geslacht omvat twee soorten: 
- A. tricuspidatus: de typesoort is bekend van fossielen uit Patagonië, die gevonden zijn in de Argentijnse provincies Santa Cruz (Santa Cruz-formatie) en Chubut. De fossielen van Gran Barranca in Chubut zijn de oudste en dateren uit de South American Land Mammal Age Colhuehuapian (21,5-17 miljoen jaar geleden). De vondsten uit Santa Cruz zijn 18 tot 16 miljoen jaar oud. Het gewicht van A. tricuspidatus wordt geschat op 4 tot 8 kg.[1]

- A. myctoderos: deze soort is bekend van fossielen uit Quebrada Honda in Bolivia, die 13 tot 12 miljoen jaar oud (SALMA Laventan) zijn. A. myctoderos had het formaat van een Afrikaanse civetkat of veelvraat met een kopromplengte van 70 cm en een geschat gewicht van 13 tot 17,5 kg. Het was hiermee het grootste roofdier dat bekend is van Quebrada Honda.[2]

## Kenmerken
Acyon had een lange, hondachtige snuit en relatief korte poten. Het was een zoolganger. Acyon was een op de grond levend dier dat mogelijk ook kon klimmen. Het dier joeg waarschijnlijk vanuit een hinderlaag op vogels en kleine zoogdieren zoals knaagdieren als Eocardia, kleine buideldieren en kleinere en jonge notoungulaten en litopternen zoals interatheriiden. Daarnaast voedde Acyon zich vermoedelijk ook met insecten en fruit.